# Municípios de Myanmar
Os municípios de Myanmar (birmanês:  မြို့နယ်; IPA: [mjo̰nɛ̀]) são o terceiro-nível de divisões administrativas de Myanmar. São as subdivisões dos Distritos de Myanmar. De acordo com a Unidade de Gestão de Informação de Myanmar (MIMU), em dezembro de 2015, há 330 municípios de Myanmar.
Abaixo estão listados os municípios por estado/região e distrito.

## Lista de municípios por região e distrito

### Birmânia Central

#### Região Magway
| Nome                                                             | Lista |
| ---------------------------------------------------------------- | --- |
| Distrito de Gangaw                                               | \| 1. Município de Gangaw 2. Município de Saw 3. Município de Tilin \| 1. Sub-município de Kyaukhtu \|                                                 |
| Distrito de Magway                                               | 1. Município de Chauck 2. Município de Magway 3. Município de Myothit 4. Município de Natmauk 5. Município de Taungdwingyi 6. Município de Yenangyaung |
| Distrito de Minbu                                                | 1. Município de Minbu 2. Município de Ngape 3. Município de Pwintbyu 4. Município de Salin 5. Município de Sidoktaya                                   |
| Distrito de Pakokku                                              | 1. Município de Myaing 2. Município de Pakokku 3. Município de Pauk 4. Município de Seikphyu 5. Município de Yesagyo                                   |
| Distrito de Thayet                                               | 1. Município de Aunglan 2. Município de Kamma 3. Município de Mindon 4. Município de Minhla 5. Município de Sinbaungwe 6. Município de Thayet          |
| 1. Município de Gangaw 2. Município de Saw 3. Município de Tilin | 1. Sub-município de Kyaukhtu |

#### Região de Mandalay
| 1. Município de Nyaung-U 2. Município de Kyaukpadaung | 1. Sub-município de Ngathayauk |

| 1. Município de Madaya 2. Município de Mogok 3. Município de Pyinoolwin 4. Município de Singu 5. Município de Thabeikkyin | 1. Sub-município de Tagaung Subtownship |

#### Território da União de Naypyidaw
| Nome                                    | Lista |
| --------------------------------------- | --- |
| Distrito de Dekkhina (Naypyidaw do Sul) | 1. Município de Dekkhinathiri 2. Município de Lewe 3. Município de Pyinmana 4. Município de Zabuthiri    |
| Distrito de Ottara (Naypyidaw do Norte) | 1. Município de Ottarathiri 2. Município de Pobbathiri 3. Município de Tatkon 4. Município de Zeyarthiri |

### Birmânia do Leste

#### Estado Kayah
| Nome                                                                   | Lista |
| ---------------------------------------------------------------------- | --- |
| Distrito de Bawlakhe                                                   | \| 1. Município de Bawlakhe 2. Município de Hpasawng 3. Município de Mese \| 1. Sub-município de Ywathit \| |
| Distrito de Loikaw                                                     | 1. Município de Demoso 2. Município de Hpruso 3. Município de Loikaw 4. Município de Shadaw                 |
| 1. Município de Bawlakhe 2. Município de Hpasawng 3. Município de Mese | 1. Sub-município de Ywathit                                                                                 |

#### Estado Shan

##### Leste do Estado Shan
| 1. Município de Kengtung 2. Município de Mong Khet 3. Município de Mong La 4. Município de Mong Yang | 1. Sub-município de Mine Pauk 2. Sub-município de Minelar |

| 1. Município de Mong Hpayak 2. Município de Mong Yawng | 1. Sub-município de Mineyu |

| 1. Município de Mong Hsat 2. Município de Mong Ping 3. Município de Mong Tong | 1. Sub-município de Minekoke 2. Sub-município de Monehta 3. Sub-município de Ponparkyin 4. Sub-município de Tontar |

| 1. Município de Tachileik | 1. Município de Kyaing Lap (Kenglap) 2. Município de Talay |

##### Norte do Estado Shan
| 1. Município de Hsipaw 2. Município de Kyaukme 3. Município de Mantong 4. Município de Namhsan 5. Município de Namtu 6. Município de Nawnghkio | 1. Sub-município de Minelon 2. Sub-município de Minengaw |

| 1. Município de Laukkaing 2. Município de Konkyan | 1. Sub-município de Chinshwehaw 2. Sub-município de Mawhtike |

| 1. Município de Kutkai 2. Município de Mu Se 3. Município de Namhkam | 1. Sub-município de Manhero 2. Sub-município de Monekoe 3. Sub-município de Pansai (Kyu-kok) 4. Sub-município de Tamoenye |

| 1. Município de Hopang 2. Município de Mongmao (Minemaw) 3. Município de Pangwaun (Panwine) | 1. Sub-município de Namtit 2. Sub-município de Panlong |

| 1. Município de Matman (Metman) 2. Município de Namphan (Naphang) 3. Município de Pangsang (Pan San) | 1. Sub-município de Man Kan |

##### Sul do Estado Shan
| 1. Município de Langkho 2. Município de Mawkmai 3. Município de Mong Nai 4. Município de Mong Pan | 1. Sub-município de Homane 2. Sub-município de Kengtaung |

| 1. Município de Kunhing 2. Município de Kyethi 3. Município de Lai-Hka 4. Município de Loilen 5. Município de Mong Hsu 6. Município de Mong Kung 7. Município de Nansang | 1. Sub-município de Karli 2. Sub-município de Kholan 3. Sub-município de Minenaung 4. Sub-município de Minesan 5. Sub-município de Panglong |

| 1. Município de Hopong 1 2. Município de Hsi Hseng 1 3. Município de Kalaw 4. Município de Lawksawk 5. Município de Nyaungshwe 6. Município de Pekon 7. Município de Pingdaya 2 8. Município de Pinlaung 1 9. Município de Taunggyi 10. Município de Ywangan 2 | 1. Sub-município de Indaw 2. Sub-município de Kyauktalongyi 3. Sub-município de Naungtayar |

### Birmânia Inferior

#### Região Ayeyarwady
| 1. Município de Labutta 2. Município de Mawlamyinegyun | 1. Sub-município de Pyinsalu |

| 1. Município de Kangyidaunk 2. Município de Ngapudaw 3. Município de Pathein 4. Município de Thabaung 5. Município de Kyaunggon 6. Município de Kyonpyaw 7. Município de Yekyi | 1. Sub-município de Ngayokaung 2. Sub-município de Hainggyikyun 3. Sub-município de Shwethaungyan 4. Sub-município de Ngwehsaung 5. Sub-município de Ngathaingchaung |

| 1. Município de Bogale 2. Município de Dedaye 3. Município de Kyaiklat 4. Município de Pyapon | 1. Sub-município de Ahmar |

#### Região Bago

##### Região Leste de Bago
| Nome                | Lista |
| ------------------- | --- |
| Distrito de Bago    | 1. Município de Bago 2. Município de Daik-U 3. Município de Kawa 4. Município de Nyaunglebin 5. Município de Shwegyin 6. Município de Thanatpin 7. Município de Waw 8. Município de Kyauktaga |
| Distrito de Taungoo | 1. Município de Kyaukkyi 2. Município de Oktwin 3. Município de Pyu 4. Município de Tantabin 5. Município de Taungoo 6. Município de Yedashe                                                  |

##### Região Oeste de Bago
| Nome                   | Lista |
| ---------------------- | --- |
| Distrito de Pyay       | 1. Município de Padaung 2. Município de Paukkaung (Pauk Kaung) 3. Município de Paungde 4. Município de Pyay 5. Município de Shwedaung 6. Município de Thegon                                      |
| Distrito de Thayarwady | 1. Município de Gyobingauk 2. Município de Letpadan 3. Município de Minhla 4. Município de Monyo 5. Município de Okpho 6. Município de Tharrawaddy 7. Município de Nattalin 8. Município de Zigon |

#### Região de Yangon
| Cidades Municípios 1. Município de Hlaingthaya 2. Município de Insein 3. Município de Mingaladon 4. Município de Shwepyitha | Municípios Rurais 1. Município de Hlegu 2. Município de Hmawbi 3. Município de Htantabin 4. Município de Taikkyi |

| Cidades Municípios 1. Município de Dala 2. Município de Seikkyi Kanaungto | Municípios Rurais 1. Município de Cocokyun 2. Município de Kawhmu 3. Município de Kayan 4. Município de Kungyangon 5. Município de Kyauktan 6. Município de Thanlyin 7. Município de Thongwa 8. Município de Twante 9. Município de Seikkan | 1. Sub-município de Tada |

### Birmânia do Norte

#### Estado de Kachin
| 1. Município de Bhamo 2. Município de Mansi 3. Município de Momauk 4. Município de Shwegu | 1. Sub-município de Dotphoneyan 2. Sub-município de Lwegel 3. Sub-município de Myohla |

| 1. Município de Hpakant 2. Município de Mogaung 3. Município de Mohnyin | 1. Sub-município de Hopin 2. Sub-município de Kamine |

| 1. Município de Chipwi 2. Município de Hsawlaw 3. Município de Injangyang 4. Município de Myitkyina 5. Município de Tanai 6. Município de Waingmaw | 1. Sub-município de Hsadone 2. Sub-município de Hsinbo 3. Sub-município de Kanpaikti 4. Sub-município de Panwa 5. Sub-município de Shinbwayyan |

| 1. Município de Kawnglanghpu 2. Município de Machanbaw 3. Município de Nogmung 4. Município de Putao 5. Município de Sumprabum | 1. Sub-município de Pannandin |

#### Região de Sagaing
| 1. Município de Hkamti 2. Município de Homalin 3. Município de Lahe 4. Município de Leshi (Lay Shi) 5. Município de Nanyun | 1. Sub-município de Donhee 2. Sub-município de Htanparkway 3. Sub-município de Mobaingluk 4. Sub-município de Pansaung 5. Sub-município de Sonemara |

| 1. Município de Kanbalu 2. Município de Khin-U 3. Município de Kyunhla 4. Município de Shwebo 5. Município de Taze 6. Município de Wetlet 7. Município de Ye-U 8. Município de Tabayin | 1. Sub-município de Kyaukmyaung |

| 1. Município de Tamu | 1. Sub-município de Khampat 2. Sub-município de Myothit |

### Birmânia do Sul

#### Estado de Kayin
| 1. Município de Hlaignbwe 2. Município de Hpa-an 3. Município de Thandaunggyi | 1. Sub-município de Bawgali 2. Sub-município de Leiktho 3. Sub-município de Paingkyon 4. Sub-município de Shan Ywathit |

| 1. Município de Hpapun | 1. Sub-município de Kamamaung |

| 1. Município de Kawkareik 2. Município de Kyain Seikgyi | 1. Sub-município de Kyaidon 2. Sub-município de Payarthonezu |

| 1. Município de Myawaddy | 1. Sub-município de Sugali 2. Sub-município de Wawlaymyaing |

#### Estado Mon
| Nome | Lista |
| --- | --- |
| Distrito de Mawlamyine | \| 1. Município de Chaungzon 2. Município de Kyaikmaraw 3. Município de Mawlamyine 4. Município de Mudon 5. Município de Thanbyuzayat 6. Município de Ye \| 1. Sub-município de Khawzar 2. Sub-município de Lamine \| |
| Distrito de Thaton | 1. Município de Bilin 2. Município de Kyaikto 3. Município de Paung 4. Município de Thaton |
| 1. Município de Chaungzon 2. Município de Kyaikmaraw 3. Município de Mawlamyine 4. Município de Mudon 5. Município de Thanbyuzayat 6. Município de Ye | 1. Sub-município de Khawzar 2. Sub-município de Lamine |

#### Região de Tanintharyi
| 1. Município de Dawei 2. Município de Launglon 3. Município de Thayetchaung 4. Município de Yebyu | 1. Sub-município de Kaleinaung 2. Sub-município de Myitta |

| 1. Município de Bokpyin 2. Município de Kawthoung | 1. Sub-município de Karathuri 2. Sub-município de Khamaukgyi 3. Sub-município de Pyigyimandaing |

| 1. Município de Kyunsu 2. Município de Myeik 3. Município de Palaw 4. Município de Tanintharyi | 1. Sub-município de Palauk |

### Birmânia do Oeste

#### Estado Chin
| 1. Município de Falam 2. Município de Tiddim 3. Município de Ton Zang | 1. Sub-município de Cikha 2. Sub-município de Rikhuadal |

| 1. Município de Kanpetlet 2. Município de Matupi 3. Município de Mindat 4. Município de Paletwa | 1. Sub-município de Reazu 2. Sub-município de Sami |

#### Estado de Rakhine
| 1. Município de Buthidaung 2. Município de Maungdaw | 1. Sub-município de Taungpyoletwe |

| 1. Município de Gaw 2. Município de Thandwe 3. Município de Toungup | 1. Sub-município de Kyeintali 2. Sub-município de Maeli |